# James Clarke Satterthwaite
James Clarke Satterthwaite (1746-1825) foi um político britânico que actuou na Câmara dos Comuns durante o final do século XVIII e início do século XIX.
Satterthwaite foi um placeman de James Lowther, primeiro conde de Lonsdale. Ele morreu no dia 1 de maio de 1825.